# Drew Cheetwood
Drew Cheetwood (* 14. Juli 1983 in Bowling Green, Wood County, Ohio) ist ein US-amerikanischer Schauspieler und Synchronsprecher.

## Leben
Cheetwood wurde am 14. Juli 1983 in Bowling Green geboren. Der Schauspieler Derk Cheetwood ist sein älterer Bruder, der Schauspieler Tyler Christopher sein Cousin. Seit 2011 ist er mit Jenna Vitale verheiratet. 2013 wurden die beiden Eltern einer Tochter.
Er gab sein Schauspieldebüt 2005 im Kurzfilm Deliriously Jen. 2006 folgte eine Rolle im Kurzfilm Feeling Fat, in dem auch sein Bruder und dessen spätere Ehefrau Cari Costner mitspielten. Seit demselben Jahr bis einschließlich 2020 stellte er die Rolle des Milo Giambetti in der Fernsehserie General Hospital dar. Sein Bruder spielte die Rolle seines Serienbruders Max Giambetti. 2020 wurde seine Rolle nach insgesamt 207 Episoden eingestellt. 2007 war er im Kurzfilm Someone Else zu sehen, außerdem synchronisierte er die Rolle des Chuck Totterman im Computerspiel L.A. Noire. 2014 hatte er eine Episodenrolle in der Fernsehserie Two and a Half Men inne.

## Filmografie (Auswahl)
- 2005: Deliriously Jen (Kurzfilm)
- 2006: Feeling Fat (Kurzfilm)
- 2006–2020: General Hospital (Fernsehserie, 207 Episoden)
- 2007: Someone Else (Kurzfilm)
- 2014: Two and a Half Men (Fernsehserie, Episode 12x07)

## Synchronisationen (Auswahl)
- 2007: L.A. Noire (Computerspiel)